# 韩康 (1951年)
韩康（1951年11月—2022年9月10日），男，江苏无锡人，中国经济学家，国家行政学院教授。

## 生平
1968年12月参加工作，1971年2月加入中国共产党。1984年在中共中央党校获经济学硕士学位，留校任教。1991年获中共中央党校政治经济学博士学位。1993年任中共中央党校经济学部副主任。1994年开始享受国务院政府特殊津贴。1995年受聘为经济学教授、博士生导师。1996年调任国家行政学院科研部主任，后任学院教务长兼教务部主任。2004年至2011年，任国家行政学院副院长（副部长级）。2013年当选第十二届全国政协委员。2018年8月退休。2022年9月10日在北京逝世。

## 社会兼职
第十二届全国政协委员，公共经济研究会会长，国家社会科学课题评审委员会委员，国家科技发展战略咨询专家，中国经济发展战略研究会副会长，《中国政府管理》杂志总编。
2010年11月24日，韩康做客《中经在线访谈》栏目，并被聘为“中国经济网观察家”。

## 出版物
长期从事比较经济、公共经济、宏观经济等学术领域的研究，多次参与有关国家经济改革与发展重大课题的研究。
专著《公有制经济再生产分析的五个支点：主体 积累 实现 市场 货币》《21世纪：全球经济战略的挑战》，获第十四届中国图书奖。合著《理论·体制·对策：当代中国经济前沿问题探讨》。主编《经济学原理》《公共经济学概论》《公共经济理论与实践》《中国政府管理案例》《十二五：中国发展大战略》等。